# Hemicyclaspis
Hemicyclaspis – rodzaj bezżuchwowców z gromady kostnopancernych. Zaliczany do rodziny Ateleaspidae. Występował w sylurze i dewonie (dolny ludlow-downton) na obszarze dzisiejszej Europy (Wielka Brytania, Norwegia) i Ameryki Północnej (Kanada, wyspa Somerset). Zwierzę miało masywny pancerz głowowy, z parą wycięć po bokach i jednym wycięciem na szczycie, określanymi jako pola czuciowe. Na szczycie głowy znajdywały się oczy, otwór nosowo-przysadkowy i otwór ciemieniowy. Płetwa ogonowa epicerkalna.
Gatunki:
- Hemicyclaspis murchisoni (Egerton, 1857) syn. Cephalaspis murchisoni Egerton, 1857

Holotyp (BMNH P6023) znaleziono w czerwonym piaskowcu w Ledbury, przechowywany jest w Herefordshire Museum. Dobrze zachowane skamieniałości z Ledbury (12 okazów w jednym bloku, NHM P6023) pozwoliły Stensiö na dokładne rekonstrukcje wyglądu tych zwierząt
- Hemicyclaspis kiaeri Heintz, 1939

Gatunek opisany z formacji Holmestrand (Jeløy koło Moss w Norwegii), datowanej na przydol
- Hemicyclaspis lightbodii  (Lankester, 1870) syn. Cephalaspis lightbodii Lankester 1870

Opisany na podstawie okazu znalezionego w Tilestones koło Ludlow